# Wonderful Life (Bring Me the Horizon)
Wonderful Life è un singolo del gruppo musicale britannico Bring Me the Horizon, pubblicato il 21 ottobre 2018 come secondo estratto dal sesto album in studio Amo.

## Descrizione
Caratterizzato da pesanti riff di chitarra, il brano ha visto la partecipazione vocale del cantante dei Cradle of Filth, Dani Filth. Parlando del testo, il cantante Oliver Sykes ha dichiarato:

## Video musicale
Il video, diretto da Theo Watkins, è stato reso disponibile attraverso il canale YouTube dei Bring Me the Horizon insieme al singolo.

## Tracce
1. Wonderful Life (feat. Dani Filth) – 4:34

## Formazione
Gruppo
- Oliver Sykes – voce
- Lee Malia − chitarra
- Jordan Fish − programmazione, cori
- Matthew Kean − basso
- Matthew Nicholls − batteria

Produzione
- Jordan Fish − produzione
- Oliver Sykes − produzione
- Romesh Dodangoda − ingegneria del suono
- Daniel Morris − assistenza tecnica
- Alejandro Baima − assistenza tecnica
- Francesco Cameli − assistenza tecnica
- Dan Lancaster − missaggio
- Rhys May − assistenza al missaggio
- Ted Jensen − mastering

## Classifiche
| Classifica (2019)             | Posizione massima |
| ----------------------------- | ----------------- |
| Regno Unito (rock & metal)    | 8                 |
| Stati Uniti (mainstream rock) | 18                |
| Stati Uniti (rock)            | 33                |